# 레이 정

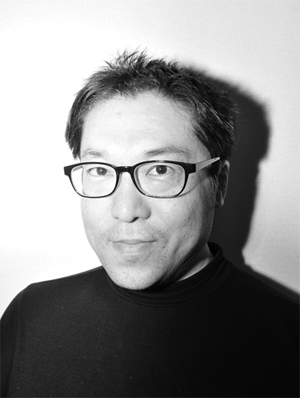
레이정

레이 정(Ray Jung, 본명 정구영,1970년 4월 ~ )은 대한민국의 작곡가, 음악인이다. 2002년 1집 Memory Of The Day로 데뷔하며 새로운 뉴에이지음악으로 연주음악계의 반향을 일으켰다.
이후 꾸준한 음반 활동을 하며 한국적 뉴에이지음악이라는 타이틀을 넘어 동서양의 퓨전음악이 가진 오리엔탈리즘을 깨고 보편적인 세계관으로 인식할 수 있게 계기를 제공하는 음악활동을 한다

## 생애
서울에서 태어나 어릴때부터 음악에 관심있어 본격적인 클래식 공부를 위해 프랑스로 유학, 파리 국립음악원에 작곡과 지휘를 수학했다.이기간동안 기초부터 음악지식을 다지고 다양한 관현악법과 작곡이론을 접목하여 대규모 오케스트라 사운드에 눈을 뜨기 시작한다. 이시기 프랑스교수에게서 전통서양음악의 작품양식속에도 동양적인 세계관이 느껴진다는 평을 듣고 이후 음악작업의 모티브가 되어 꾸준한 음악적 정체성을 가지게 된다. 귀국후 광고음악 감독과 방송음악 작업을 하며 200여편의 넘는 CF음악과 드라마BGM작업을 하였다. 하지만 포스트뮤직프로덕션의 가지고 있는 작품활동의 제약과 음악적 한계에 부딪혀 영상음악 작업을 그만 두고 본격적인 뉴에이지 작품활동을 시작, 2002년 첫앨범  Memory Of The Day를 발표 한다.
이 시기의 대한민국 뉴에이지음악은 이지 리스닝계열의 연주음악을 가리키며 주로 피아노 음악을 소개하는 대명사처럼 혼용되었지만 국제사회에서의 일반적인 뉴에이지 음악이라고 칭할순 없는 계열의 음악들이였다. 그래서 이 데뷔앨범은 당시 뉴에이지 음악의 계념부터 재정립하며 대한민국의 진정한 뉴에이지음악을 알리는 시발점인 작품이 된것이다.
장르에 얽매이지 않은 스타일의 곡은 많은 음악들속에서 다채로운 사운드를 만들어 낸다. 기존 연주음악풍의 클래식 고전,어쿠스틱 동양악기뿐만 아니라 신디사이저나 전자 음향도 첨가하여 콘템포러리 인스트루멘탈이라는 모던한 사운드를 설계하는데 이런작업들이 과거나 동양의 가치관을 재해석하고 인식되는데 거부감이나 위화감을 주지 않고 현재로서의 화합과 아름다움을 만들어 내는 음악을 제공하고 중국에서도 언론매체를 통해 소개 되었다.

## 작품
- 2002년 1집 Memory Of The Day
- 2003년 2집 Spirit Land
- 2005년 3집 Song Of The Moon
- 2007년 4집 Cafe Terrace
- 2015년 디지털싱글 The Electric Queen
- 2019년 디지털싱글 Meili Lijang 美丽丽江[2][3]
- 2021년 디지털싱글 New Normal Life